# Clairefougère
Clairefougère is een voormalige gemeente in het Franse departement Orne in de regio Normandië en telt 99 inwoners (2005). De plaats maakt deel uit van het arrondissement Argentan.
Tot 1 januari 2015 was Clairefougère een zelfstandige gemeente. Op die datum werd het met Montsecret samengevoegd tot de nieuwe fusiegemeente Montsecret-Clairefougère.

## Geografie
De oppervlakte van Clairefougère bedraagt 3,3 km², de bevolkingsdichtheid is 30,0 inwoners per km².
De onderstaande kaart toont de ligging van Clairefougère met de belangrijkste infrastructuur en aangrenzende gemeenten.

## Demografie
Onderstaande figuur toont het verloop van het inwonertal (bron: INSEE-tellingen).